# Corrida aérea
Corrida aérea - é um esporte que envolve pequenos aviões acrobáticos e é praticado em todo o mundo. É similar ao automobilismo; mas não é tão divulgado. Tanto é que muitas pessoas não conhecem, porém aquelas que já assistiram dizem nunca mais esquecer. Um dos eventos mais famosos em relação ao esporte é a Red Bull Air Race World Series.

## História
O primeiro evento na história da corrida aérea ocorreu entre 22 e 29 de agosto 1909 e designou-se por Grande Semaine d' Aviation de la Champagne, em Reims, com a participação dos fabricantes e os pilotos de aviões mais importantes da era, envolvendo muitas celebridades e a realeza. O evento foi ganho por Glenn Hammond Curtiss, que teve cinco segundos de vantagem em relação ao segundo colocado. Curtiss foi nomeado como o "Piloto Campeão do Mundo". Este evento aconteceu anualmente por muito tempo.
Mais tarde na Inglaterra e Austrália a corrida aérea foi instituída, com linhas aéreas comerciais como Air France, Airways imperiais, KLM, Lufthansa, Pan Am, Qantas e outros que participam.
Em 1921, os Estados Unidos instituíram as reuniões nacionais do ar, que se tornaram corridas nacionais do ar, em 1924. Em 1929, a Air Derby das mulheres tornou-se uma peça do circuito nacional das corridas aéreas. As corridas nacionais do ar duraram até 1939. A Corrida Aérea de Cleveland era um dos eventos os mais importantes das corridas nacionais do ar e sobreviveram no circuito por dez anos, sendo encerrada em 1949. Esse ano, o piloto Bill Odom sofreu um acidente fatal durante uma corrida, matando ainda duas pessoas - uma mãe e seu filho novo -, em uma casa próxima. Em 1947, uma All-Woman Transcontinental Air Race #AWTAR# chamada de "Powder Puff Derby" foi criada. Funcionou com sucesso até 1977.
Em 1964, Bill Stead, um rancheiro de Nevada, piloto, e espectador de corridas de hidroaviões, organizou o primeiro Reno Air Race também chamado de National Championship Air Races foi movido logo para Aeroporto de Reno Stead e acontece lá em todo mês de setembro, desde 1966. O evento, de cinco dias, atrai aproximadamente 200.000 pessoas, e inclui a competição em torno dos cursos marcados para fora por pilões altos por seis classes diferentes do avião. Caracteriza também atos civis do show aéreo, demonstrações militares do voo, e uma exposição de estática grande do avião.
Outros promotores criaram eventos no país, incluindo as corridas no deserto de Mojave, em 1978; em Hamilton, Califórnia, em 1988; em Phoenix, Arizona, em 1994, e em 1995; e em Tunica, Mississipi em 2005.
Em 2003 a Red Bull criou uma série chamada Red Bull Air Race World Series, em que concorrentes voam entre uma série de portas, num circuito onde devem apresentar uma série prescrita manobras acrobáticas. As corridas geralmente ocorrem sobre a água excedente presa perto das cidades grandes. A série tem atraído grandes multidões e o interesse substancial pela corrida aérea, fato que não ocorria há décadas.

## Notáveis pilotos da corrida aérea
- Péter Besenyei
- Kirby Chambliss
- Bessie Coleman
- Jacqueline Cochran
- Glenn Curtiss
- Jimmy Doolittle
- Amelia Earhart
- Daryl Greenamyer
- Skip Holm
- Bob Hoover
- Laura Ingalls
- Charles Kingsford Smith
- Jimmy Leeward
- Tony LeVier
- Charles Lindbergh
- Mike Mangold
- Blanche Noyes
- Bill Odom
- Susan Oliver
- Jon Sharp
- Bill Stead
- Patty Wagstaff